# Plans
Plans é o quinto álbum do quarteto norte-americano Death Cab For Cutie. Lançado pela Atlantic Records, em agosto de 2005. É o primeiro álbum com uma música cuja autoria não é de Ben Gibbard ("Brothers On A Hotel Bed" é de Chris Walla).

## Faixas
1. Marching Bands Of Manhattan
2. Soul Meets Body
3. Summer Skin
4. Different Names For The Same Thing
5. I Will Follow You into the Dark
6. Your Heart Is An Empty Room
7. Someday You Will Be Loved
8. Crooked Teeth
9. What Sarah Said
10. Brothers On A Hotel Bed
11. Stable Song